# Malling Kirke
Malling Kirke ligger i Malling Sogn i Ning Herred, i Aarhus Kommune i det tidligere Århus Amt.
De ældste dele af kirken er opført omkring 1150. På på den sydlige side af kirkegården findes resterne af et rundt kampestenstårn bygget som et fæstningstårn i 1200-tallet. Tårnet har oprindelig været omkring 14 meter højt og var en vigtig del af den “fæstning”, kirkegården var indrettet som. Mod øst, syd og vest var der anlagt voldgrave uden for den høje ringmur af kampesten, mens der mod nord var en sø eller mose som naturligt forsvar.
Kirken har muligvis været forsynet med apsis.
.
- Del af altertavlen; I sidefelterne de 12 apostle.
- Prædikestolen er udskåret i barokstil fra 1660.
- Prædikestolen – tæt på.
- Døbefont af granit i romansk stil med løver.
- Kirkeskibet er en model af Fregatten Jylland fra 1932.
- Kirkens orgel.
- Glasmosaik i nordmuren.
- Kirkerummet.
- Sct. Mathias med Posebind; Detalje fra altertavlen.
- Reparation af spiret 2007.
- Kirken under reparationen, uden spir.
- Fæstningstårnet på Malling kirkegård.

## Eksterne kilder og henvisninger
- Wikimedia Commons har flere filer relateret til Malling Kirke
- Malling Kirke Arkiveret 31. januar 2011 hos  Wayback Machine hos nordenskirker.dk
- Malling Kirke hos KortTilKirken.dk
- Malling Kirke hos danmarkskirker.natmus.dk (Danmarks Kirker, Nationalmuseet)